# Banca Centrale del Nicaragua
La Banca Centrale del Nicaragua è la banca centrale dello stato americano di Nicaragua.
La moneta ufficiale dello stato è il córdoba nicaraguense.